# Mönchskraut-Metalleule
Die Mönchskraut-Metalleule (Euchalcia consona) ist ein Schmetterling (Nachtfalter) aus der Familie der Eulenfalter (Noctuidae).

## Merkmale
Die Mönchskraut-Metalleule ist ein mittelgroßer Falter mit einer Flügelspannweite von 30 bis 36 Millimetern aus der Unterfamilie der Goldeulen (Plusiinae). Die Vorderflügel sind in verschiedenen grauen und braunen Tönen gefärbt. Das Mittelfeld ist verdunkelt. Nahe dem Außenrand befinden sich große, braune, eckige Flecken. Die Ringmakel und die als Verlängerung sich anschließende Zapfenmakel sind silberfarben umrandet. Die graubraunen Hinterflügel sind am Außensaum verdunkelt. Am Kopf der Falter befindet sich ein dichtes Haarbüschel. Der Körper ist pelzig behaart und besitzt weitere kleinere Haarbüschel.
Die Raupen sind blaugrün gefärbt und haben eine schwach ausgebildete, helle Rückenlinie und ebensolche Seitenstreifen. Die Puppe ist von grünlicher Farbe, am Rücken schwärzlich und hat eine verlängerte Rüsselscheide.

## Synonyme
- Plusia consona[1]
- Phytometra consona[1]

## Verbreitung und Vorkommen
Die Mönchskraut-Metalleule kommt hauptsächlich in osteuropäischen Gebieten vor, von Österreich über Ungarn, Sibirien bis zum Ural. Die Art bevorzugt warme, trockene Plätze, wie beispielsweise Steppengebiete, warme Hänge und Ödländereien.

## Lebensweise und Entwicklung
Die Falter fliegen in zwei Generationen, im Mai und Juni sowie im August und September. Die Raupen leben von Mai bis Anfang Juli bzw. von Ende Juli bis Mitte August. Als Futterpflanzen dienen die Blätter von Mönchskraut (Nonea pulla), Wolfsauge (Anchusa arvensis) und Lungenkraut-Arten (Pulmonaria). Sie verpuppen sich in einem dichten, weißen Gespinst. Die Art überwintert als Ei.

## Gefährdung
Die Art kommt in Deutschland sehr selten vor und wird in der Roten Liste gefährdeter Arten unter Kategorie 1 (vom Aussterben bedroht) geführt.